# William Forrest
William Forrest (Cambridge, 10 ottobre 1902 – Santa Monica, 26 gennaio 1989) fu un attore statunitense di teatro, cinema e televisione.

## Biografia
Forrest frequentò la Princeton University, dove si mise in luce nell'atletica leggera. La sua carriera di attore iniziò nel 1938 al Pasadena Playhouse e recitò in più di 250 film tra il 1939 e il 1977. Morì a Santa Monica, in California, per insufficienza cardiaca.

## Filmografia parziale

### Cinema
- L'uomo che parlò troppo (The Man Who Talked Too Much), regia di Vincent Sherman (1940)
- I conquistatori dei sette mari (The Fighting Seabees), regia di Edward Ludwig (1944)
- Per tutta la vita (Blind Spot), regia di Robert Gordon (1947)
- Trail of the Yukon, regia di William Beaudine (1949)
- The Story of Seabiscuit, regia di David Butler (1949)
- Spoilers of the Plains, regia di William Witney (1951)
- The Story of Will Rogers, regia di Michael Curtiz (1952)
- The Eddie Cantor Story, regia di Alfred E. Green (1953)
- Anonima delitti (New York Confidential), regia di Russell Rouse (1955)
- L'agente speciale Pinkerton (Rage at Dawn), regia di Tim Whelan (1955)

### Televisione
- Steve Donovan, Western Marshal – serie TV, episodio 1x13 (1955)
- Crusader – serie TV, episodio 1x07 (1955)
- Screen Directors Playhouse – serie TV, episodi 1x01-1x10 (1955)
- 26 Men – serie TV, episodio 1x11 (1957)
- Flight – serie TV, episodio 1x01 (1958)
- Maverick – serie TV, 2 episodi (1958)
- Indirizzo permanente (77 Sunset Strip) – serie TV, 2 episodi (1960-1961)
- Io e i miei tre figli (My Three Sons) – serie TV, episodio 8x28 (1968)